# Стоянцы (Львовская область)
Стоянцы (укр. Стоянці́) — село в Мостисской городской общине Яворовского района Львовской области Украины.
Население по переписи 2001 года составляло 317 человек. Занимает площадь 0,147 км². Почтовый индекс — 81370. Телефонный код — 3234.